# بروتون ميل
بروتون‌ میل (بالإنجليزية: Proton Mail)‏ هي خدمة بريد إلكتروني مشفرة تأسست في عام 2014 في مرفق أبحاث المنظمة الأوروبية للأبحاث النووية CERN من قبل آندي ين وجايسون ستوكمان ووي صن. يستخدم بروتون ميل التشفير من جانب العميل لحماية محتويات البريد الإلكتروني وبيانات المستخدم قبل إرسالها إلى خوادم بروتون ميل، وذلك على عكس خدمات البريد الإلكتروني الأخرى الأكثر انتشارًا مثل جيميل وأوت لوك .كوم. يمكن الوصول إلى خدمة بروتون ميل من خلال موقع الويب أو شبكة Tor أو تطبيقات iOS و Android.
تدار خدمة بروتون ميل من قبل Proton Technologies AG، وهي شركة مقرها في كانتون جنيف بسويسرا، وتقع خوادمها في موقعين في سويسرا. أي أنها خارج نطاق اختصاص الولايات المتحدة الأمريكية والاتحاد الأوروبي، تلقت الخدمة تمويلًا أوليًا من خلال حملة تمويل جماعي. يعد إنشاء وإعداد الحساب الافتراضي مجانيًا، ويتم دعم الخدمة بواسطة خدمات مدفوعة اختيارية. اعتبارًا من شهر يناير 2017، كان لدى بروتون ميل أكثر من مليوني مستخدم، ونمت إلى أكثر من 5 ملايين مستخدم بحلول سبتمبر 2018، وأكثر من 10 ملايين مستخدم بحلول نهاية عام 2018. في البداية، كانت الخدمة متاحة من خلال الدعوات فقط، لكنها أصبحت مفتوحة للجميع في مارس 2016.

## التاريخ

### التأسيس
في 16 أيار (مايو) 2014، أصبحت النسخة التجريبية لخدمة بروتون ميل متاحة للعامة. وقد قوبلت باستجابة كافية، فبعد ثلاثة أيام فقط، عُلِّقت الاشتراكات التجريبية مؤقتًا بسبب زيادة سعة الخادم.
في 31 يوليو 2014، تلقت بروتون ميل مبلغ 550,377 دولارًا أمريكيًا من 10,576 متبرعًا من خلال حملة تمويل جماعي على موقع Indiegogo، لكنها كانت تهدف إلى الحصول على مبلغ 100,000 دولار أمريكي. وخلال هذه الحملة، جمدت باي بال حساب بروتون ميل، وبالتالي فإن بروتون ميل فقدت 251721 دولار من التبرعات نتيجة سحب التبرعات التي كانت من الولايات المتحدة. ذكرت باي بال أن الحساب قد تم تجميده بسبب شكوك حول مشروعية التشفير، وهي تصريحات قال المعارضون لها «إنها لا أساس لها من الصحة». وتم رفع الحظر عن الحساب في اليوم التالي.
في 18 مارس 2015، تلقت الخدمة مليوني دولار أمريكي من Charles River Ventures و Fondation Genevoise pour l'Innovation Technologique (Fongit).
في 14 أغسطس 2015، تم إطلاق الإصدار 2.0، الذي شمل إعادة كتابة الكود البرمجي للواجهة على شبكة الإنترنت. وفيما بعد، أصدر فريق بروتون ميل الكود المصدري لواجهة الويب بموجب ترخيص مفتوح المصدر.
في 17 مارس 2016، أطلقت بروتون الإصدار الرئيسي 3.0، والذي شهد الإطلاق الرسمي للخدمة خارج النسخة التجريبية. مع واجهة جديدة لعميل الويب، تضمن الإصدار 3.0 أيضًا إطلاق تطبيقات iOS و Android التجريبية أيضًا.
في 19 يناير 2017، أصبح بالإمكان الوصوا إلى خدمة بروتون من خلال شبكة Tor، عنوان الخدمة هو protonirockerxow.onion.
في 6 ديسمبر 2017، أطلقت بروتون ميل ميزة ProtonMail Bridge، وهو تطبيق يوفر تشفير البريد الإلكتروني من طرف إلى طرف لأي عميل سطح مكتب يدعم IMAP و SMTP، مثل مايكروسوفت أوتلوك وموزيلا ثندربرد و بريد أبل، لنظامي التشغيل ويندوز وماك.

### هجمات الحرمان من الخدمة DDoS
في الفترة من 3 إلى 7 نوفمبر 2015، تعرض بروتون ميل لعدة هجمات حرمان من الخدمة DDoS والتي جعلت الخدمة غير متاحة للمستخدمين على نطاقٍ واسع.
في يوليو 2018، ذكرت بروتون ميل أنها تعرضت مرة أخرى من لهجمات الحرمان من الخدمة، حيث ادعى الرئيس التنفيذي أندي ين أن المهاجمين قد حصلوا على أموال من قبل طرف غير معروف لشن هذه الهجمات. في سبتمبر 2018، تم إلقاء القبض على أحد المهاجمين المشتبه بهم من قبل أجهزة إنفاذ القانون البريطانية ووجهت إليه تهم تتعلق بسلسلة من الهجمات الإلكترونية الكبيرة الأخرى على مدارس وشركات طيران.

## التشفير
يستخدم بروتون ميل مجموعة من بروتوكولات التشفير العام الرئيسي والتشفير المتناظر والتشفير من النهاية إلى النهاية. عندما يقوم المستخدم بإنشاء حساب بروتون ميل، يقوم متصفحك بإنشاء زوج من مفاتيح RSA العامة والخاصة:
- يستخدم المفتاح العام لتشفير رسائل البريد الإلكتروني والبيانات الخاصة المرفقة في هذه الرسائل بالمستخدم.
- يتم تشفير المفتاح الخاص الذي يكون قادرًا على فك تشفير بيانات المستخدم.

يحدث هذا التشفير المتماثل في متصفح الويب الخاص بالمستخدم باستخدام AES-256. عند تسجيل الحساب، يُطلب من المستخدم إدخال كلمة مرور لتسجيل الدخول لحسابه. كما يوفر بروتون ميل للمستخدمين خيارًا لوضع كلمة مرور خاصة بصندوق البريد.
تقوم كلمة مرور صندوق البريد بتشفير صندوق بريد المستخدم الذي يحتوي على رسائل البريد الإلكتروني وجهات الاتصال ومعلومات المستخدم المستلمة بالإضافة إلى مفتاح تشفير خاص.
عند تسجيل الدخول، يتعين على المستخدم إدخال كلتا كلمات المرور. هذا للوصول إلى الحساب وصندوق البريد المشفر ومفتاح التشفير الخاص به. يتم فك التشفير من جانب العميل إما في متصفح الويب أو في أحد التطبيقات. ويتم تخزين المفتاح العام والمفتاح الخاص المشفر على خوادم بروتون ميل. وبالتالي يخزن بروتون ميل مفاتيح فك التشفير فقط في شكلها المشفر بحيث لا يستطيع المطورون الموظفون الوصول إلى رسائل البريد الإلكتروني الخاصة بالمستخدم أو إعادة تعيين كلمات مرور صندوق بريد المستخدم. هذا النظام يعفي بروتون ميل من:
- تخزين البيانات غير المشفرة أو كلمة مرور صندوق البريد.
- فك تشفير صندوق البريد عند طلب الحكومات أو عند صدور أمر من المحكمة.[27]

يدعم بروتون ميل بروتوكول HTTPS بشكل حصري ويستخدم بروتوكول TLS في تبادل المفاتيح المؤقتة لتشفير كل حركة مرور الإنترنت بين المستخدمين وخوادم بروتون ميل. شهادة SSL (4096-bit RSA). حصل موقع Protonmail.com على تصنيف "+A" من قبل Qualys SSL Labs.

## إرسال البريد الإلكتروني
يتم تشفير رسائل البريد الإلكتروني المرسلة من حساب بروتون ميل إلى حساب بروتون ميل آخر تلقائيًا باستخدام المفتاح العام للمستلم. وبمجرد تشفيره، يمكن فقط للمفتاح الخاص بالمستلم فك تشفير الرسالة. عندما يقوم المستلم بتسجيل الدخول، تقوم كلمة مرور صندوق بريده بفك تشفير المفتاح الخاص بهه وإلغاء قفل البريد الوارد.
يمكن إرسال رسائل البريد الإلكتروني من بروتون ميل إلى عناوين البريد الإلكتروني غير التابعة لبروتون ميل اختياريًا بنص عادي أو بتشفير من طرف إلى طرف. باستخدام التشفير من طرف إلى طرف، يتم تشفير البريد الإلكتروني باستخدام كلمة مرور يوفرها المستخدم. وسوف يتلقى المستلم رابطًا إلى موقع ويب بروتون ميل حيث يمكنه إدخال كلمة المرور وقراءة البريد الإلكتروني الذي تم فك تشفيره بهذه الكلمة. يفترض بروتون ميل أن المرسل والمستلم قد قاما بتبادل كلمة المرور هذه من خلال شبكة ما. ويمكن للمرسل ضبط رسائل البريد الإلكتروني هذه على التدمير الذاتي، بحيث يتم حذفها تلقائيًا من صندوق وارد المستلم بعد فترة من الزمن يحددها المرسل.

## مراكز البيانات

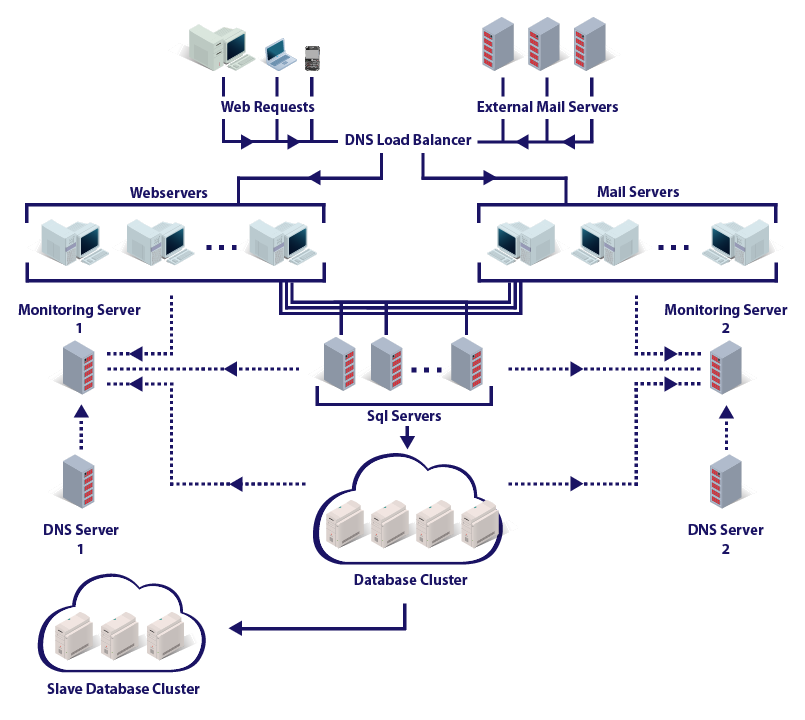
معمارية مركز بيانات بروتون ميل

تمتلك برتون ميل وتدير أجهزة الخادم والشبكة الخاصة بها لتجنب التعامل مع أي جهة خارجية. ولديها اثنين من مراكز البيانات في لوزان وأتينجنهوزن (في القبو العسكري السابق K7 تحت 1000 متر من صخور الجرانيت). ونظرًا لأن مراكز البيانات موجودة في سويسرا، فهي خارج نطاق الولايات المتحدة والاتحاد الأوروبي. وبموجب القانون السويسري، يجب أن تخضع جميع طلبات المراقبة الواردة من دول أجنبية لمحكمة سويسرية وتلتزم بالمعاهدات الدولية. كما يتم إخطار الأشخاص الذين سيتم مراقبتهم ويمكن أن يستأنف الطلب في المحكمة.
تستخدم مراكز البيانات نظام التشغيل لينكس والبرامج الأخرى مفتوحة المصدر.

## روابط خارجية
- بروتون‌ میل على موقع Framasoft (الفرنسية)
- الموقع الرسمي لبروتون ميل